# Maser, Treviso
Maser là một đô thị ở tỉnh Treviso trong vùng Veneto, có cự ly khoảng 50 km về phía tây bắc của Venice và khoảng 25 km về phía tây bắc của Treviso. Tại thời điểm ngày 31 tháng 12 năm 2004, đô thị này có dân số 4.854 người và diện tích là 26 km².
Đô thị Maser có các frazioni (các đơn vị trực thuộc, chủ yếu là các làng) Coste, Crespignaga, và Madonna della Salute.
Maser giáp các đô thị: Altivole, Asolo, Caerano di San Marco, Cornuda, Monfumo.